# پناهگاه صخره‌ای ورمر
پناهگاه صخره‌ای ورمر مربوط به دوران فرادیرینه‌سنگی است و در شهرستان رومشکان، بخش مرکزی، روستای بازوند واقع شده و این اثر در تاریخ ۲۸ اسفند ۱۳۸۵ با شمارهٔ ثبت ۱۸۴۹۶ به‌عنوان یکی از آثار ملی ایران به ثبت رسیده است.